# Olympiagelände Berlin

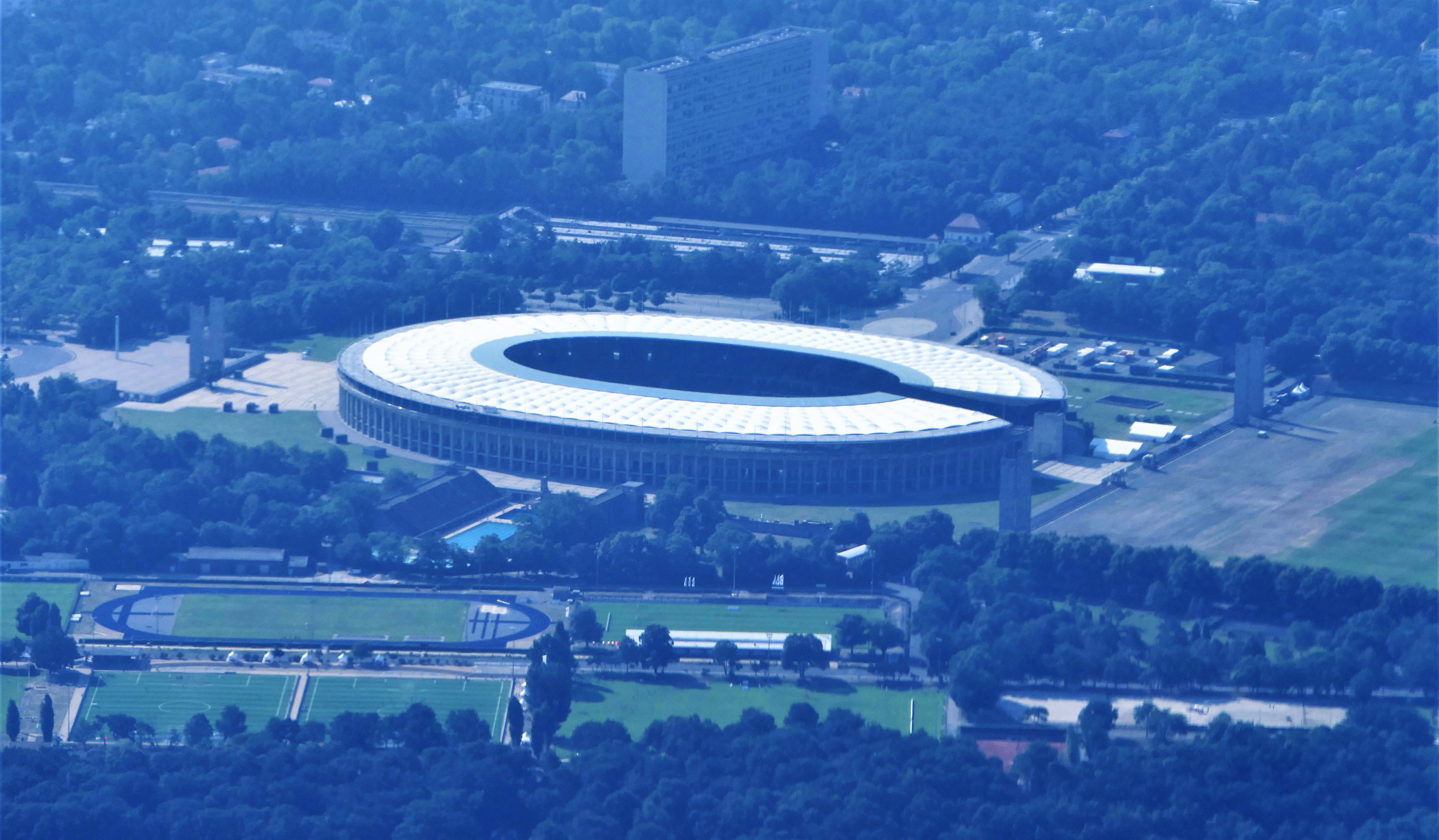
Olympiapark Berlin, 2018 (Luftbild)

Das Olympiagelände (ehemals: Reichssportfeld, offiziell: Olympiapark Berlin) befindet sich am westlichen Rand des Berliner Ortsteils Westend im Bezirk Charlottenburg-Wilmersdorf.

## Übersicht

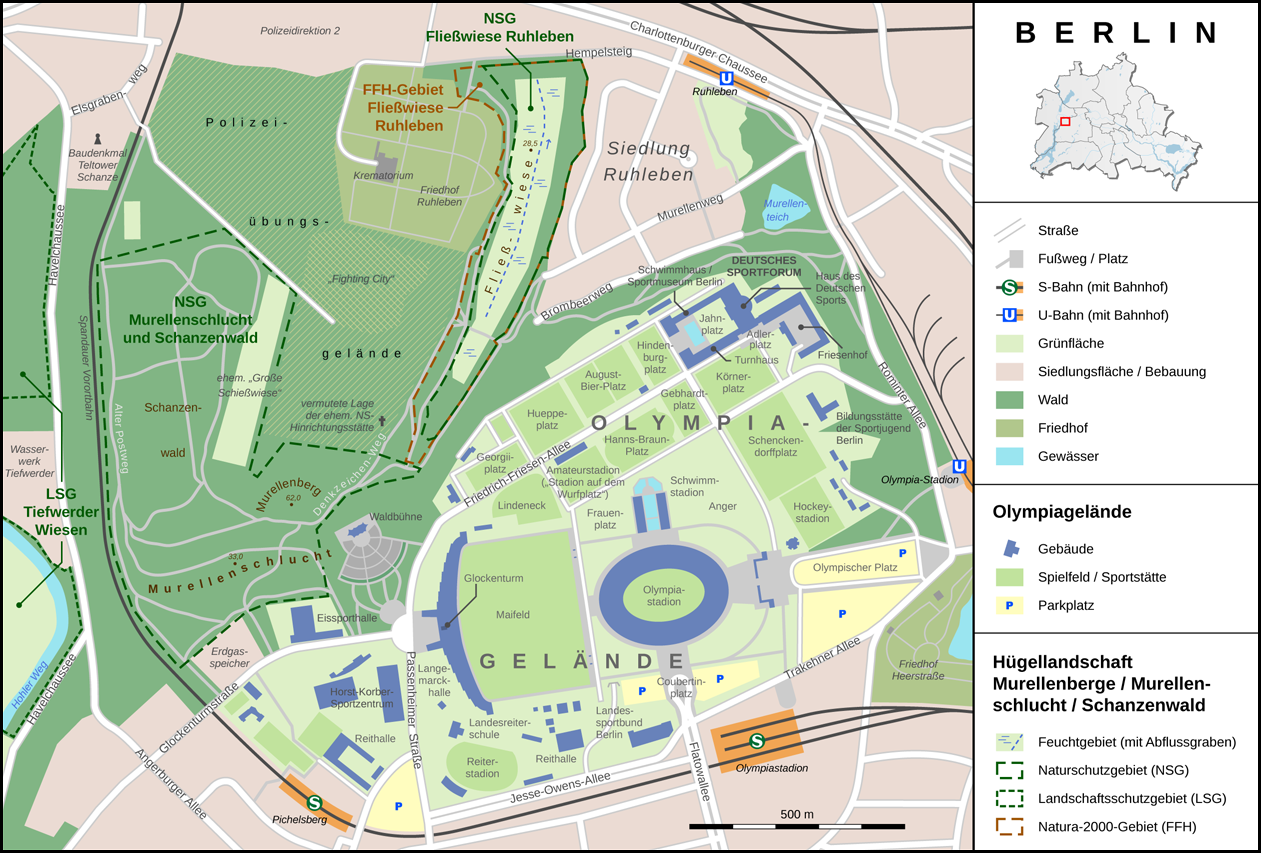
Lageplan des Berliner Olympiageländes

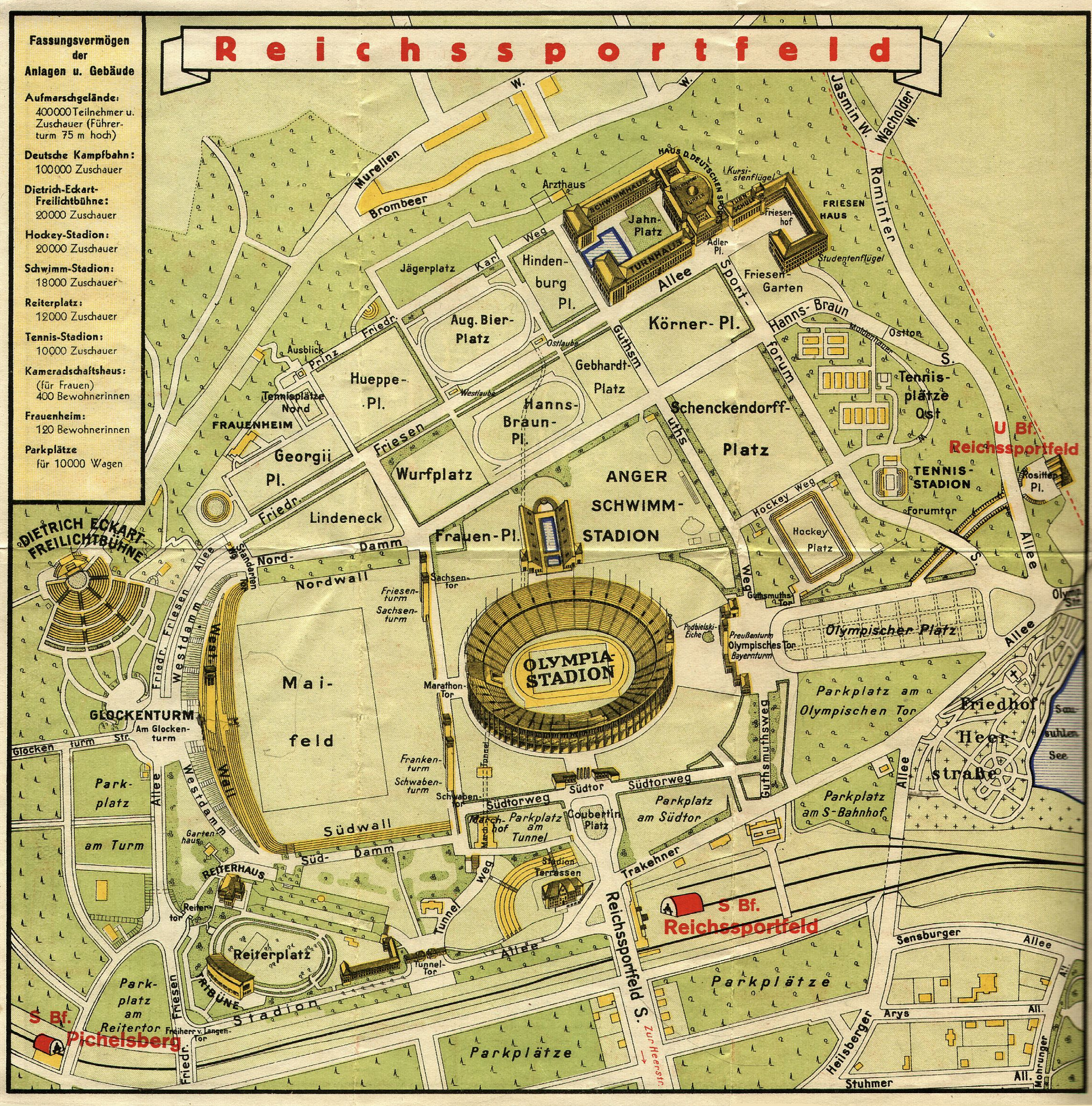
Reichssportfeld, 1936

Zum Reichssportfeld, dem Gelände der Olympischen Sommerspiele 1936, gehörten neben dem Olympiastadion das Deutsche Sportforum, das Olympia-Schwimmstadion, die Waldbühne, das Maifeld, der Glockenturm mit Langemarckhalle, das Hockey-Olympiastadion, das Olympia-Reiterstadion und die Stadionterrassen. Auf dem ehemaligen Wurfplatz des Sportforums befindet sich heute das Olympiapark-Amateurstadion.

## Naturräumliche Lage und Einbindung
Das Olympiagelände befindet sich auf einem 132 Hektar großen Hochplateau – auf früheren Karten als Breiter Berg bezeichnet –, das von natürlichen bzw. bereits bestehenden künstlichen Einschnitten umkränzt ist. Im Norden durch die Murellenschlucht, sowie den Abhang des Sportforums zur Fließwiese Ruhleben und zur Siedlung Ruhleben, im Osten durch einen eiszeitlichen Schmelzwassergraben, der im Süden vom Grunewald kommend beim Georg-Kolbe-Park die Heerstraße kreuzt und sich dann über den Friedhof Heerstraße mit dem Sausuhlensee fortsetzt und über den U-Bahn-Einschnitt und den Murellenteich in der Baumannschen Wiese vor dem U-Bahnhof Ruhleben im Norden ausläuft. Die südwestliche Grenze des Plateaus bildet der Einschnitt der S-Bahn-Trasse. Die exponierte Lage sorgt dafür, dass an heißen Sommertagen zumindest etwas Luftbewegung zu erwarten ist. Ebenso sorgte die Lage im westlichen Teil Berlins dafür, dass die noch bis in die 1980er Jahre in Berlin emittierten Industrieabgase bei vorherrschenden westlichen Winden vom Gelände ferngehalten wurden.
Das Gelände gehörte bis etwa 1900 noch selbst zum Grunewald. Beim Bau der Anlagen zu den Olympischen Spielen 1936 wurde ein durchgehender umgebender Grüngürtel aus altem Baumbestand des Grunewalds erhalten. Er ist im Wesentlichen bis heute vorhanden, lediglich der südliche Teil südlich an die S-Bahn-Trasse anschließend wurde vom Corbusierhaus bis zur Glockenturmstraße in den Jahren nach dem Zweiten Weltkrieg bebaut.

## Geschichte

### 1913–1933
Versenkt im Inneren der 1909 eröffneten Rennbahn Grunewald wurde 1913 das Deutsche Stadion für die in Berlin geplanten Olympischen Spiele 1916 errichtet, die wegen des Ersten Weltkriegs ausfielen. Auf dem nördlich an die Rennbahn angrenzenden Gelände entstand 1926–1928 das Deutsche Sportforum mit vielen Sportanlagen, das auch die Deutsche Hochschule für Leibesübungen und die Deutsche Turnschule der Deutschen Turnerschaft mit aufnahm.

### Bauten zu den Olympischen Spielen

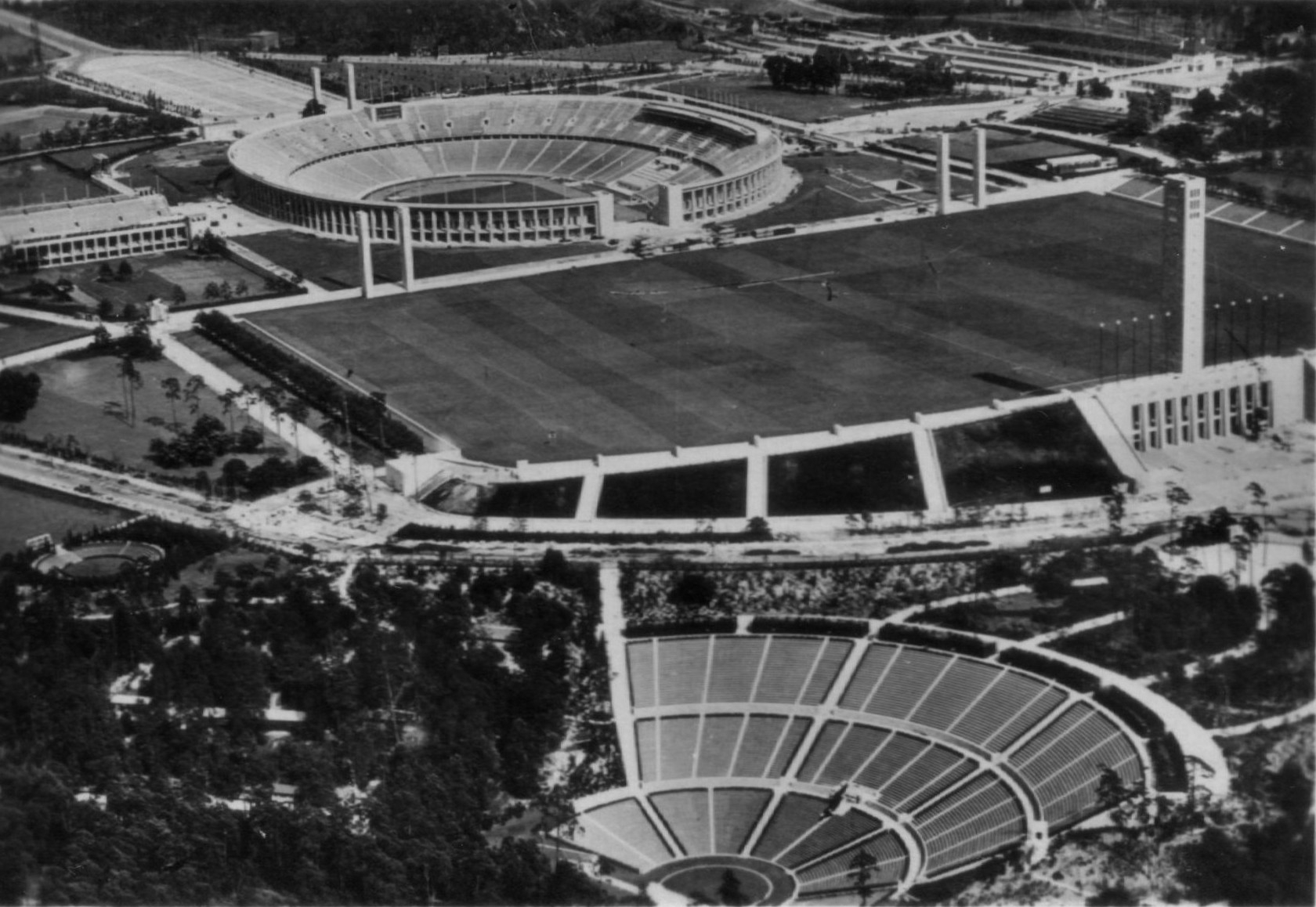
Reichssportfeld mit erkennbaren Restarbeiten, Frühjahr 1936 (Luftbild)

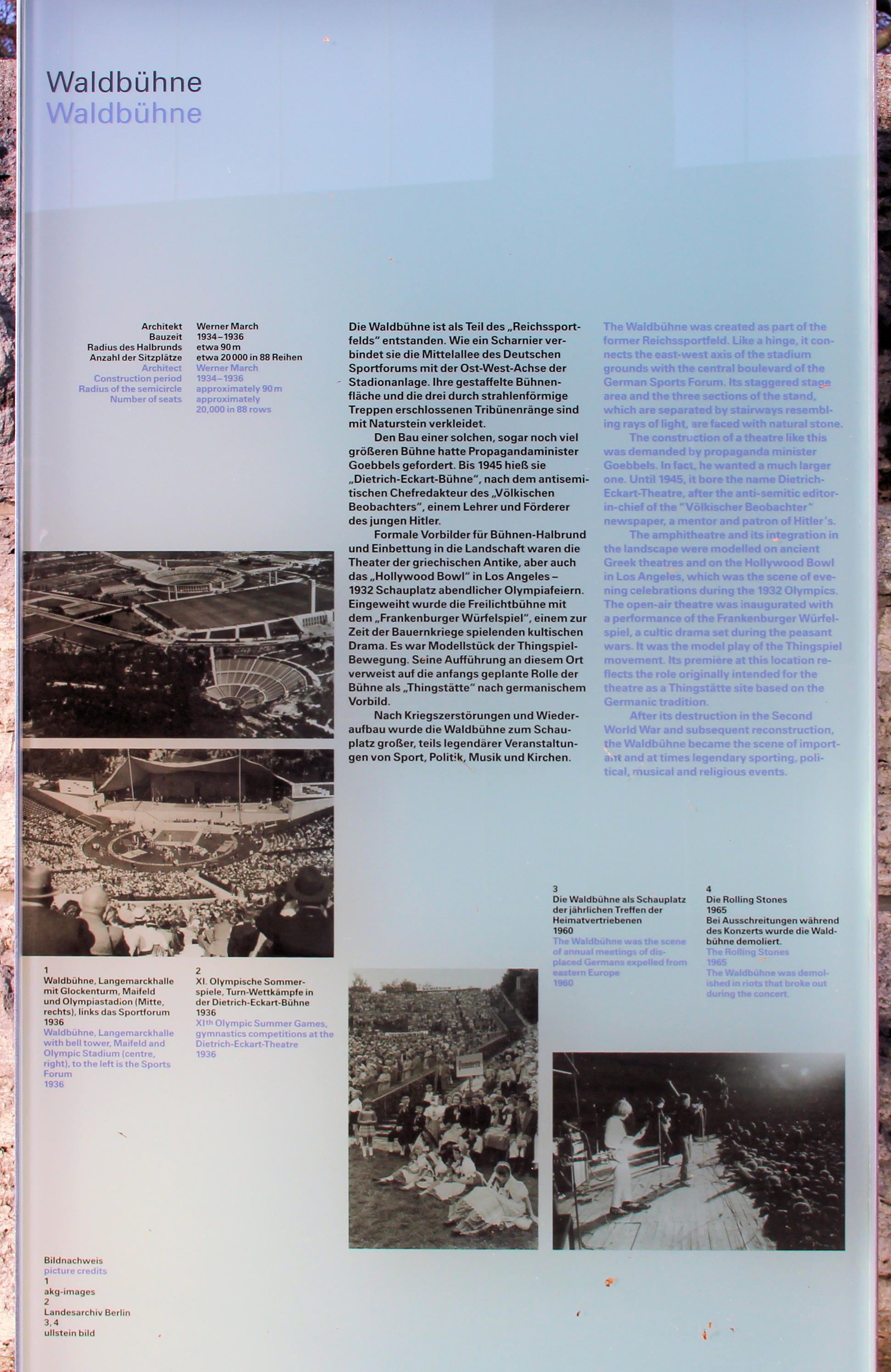
Info-Tafel zur Dietrich-Eckart-Bühne, 2011

Für die in Berlin stattfindenden Olympischen Spiele 1936 wurde das nun ‚Reichssportfeld‘ genannte Gelände im Wesentlichen in der heutigen Form neu geschaffen. Dabei wurde das Deutsche Stadion weitgehend abgerissen und durch das Olympiastadion ersetzt, während das Sportforum durch weitere Bauten ergänzt wurde. Architektonisch orientierte sich das Olympiastadion in Berlin mit seinen klaren geometrischen Grundformen an Bauten der Antike. Der Architekt Werner March hatte für die wesentlichen Bereiche des Reichssportfeldes griechische Entsprechungen der Olympischen Spiele der Antike im Sinn. Das Stadion von 1936 wurde teilweise als Erdstadion ausgeführt, bei dem nur der mit fränkischem Muschelkalk verkleidete Oberring über das Erdniveau herausragte, weswegen seine äußerliche Wirkung nicht so übermächtig ausfiel wie zum Beispiel bei der nicht mehr fertiggestellten Kongresshalle Nürnberg auf dem Reichsparteitagsgelände in Nürnberg.
Architekt March folgte bei den Bauten auf dem Reichssportfeld 1936 eng den planungspolitischen Vorgaben Hitlers. Bei diesem Olympia-Gebäudeensemble sind schon die wesentlichen dramaturgischen Momente der gigantomanischen Planungen der Folgezeit zu finden, wie später vor allem beim Nürnberger Reichsparteitagsgelände und bei den Vorhaben zur Umgestaltung Berlins in eine „Welthauptstadt Germania“: städtebauliche Ausrichtung in Achsen, pathetische antikisierende Werksteinkaschierung von modernen Baukonstruktionen, gezielte Installation architekturbetonender NS-Großskulpturen, Aufmarschmöglichkeiten für die Menschenmassen, Führertribünen und Totenkultarchitektur.

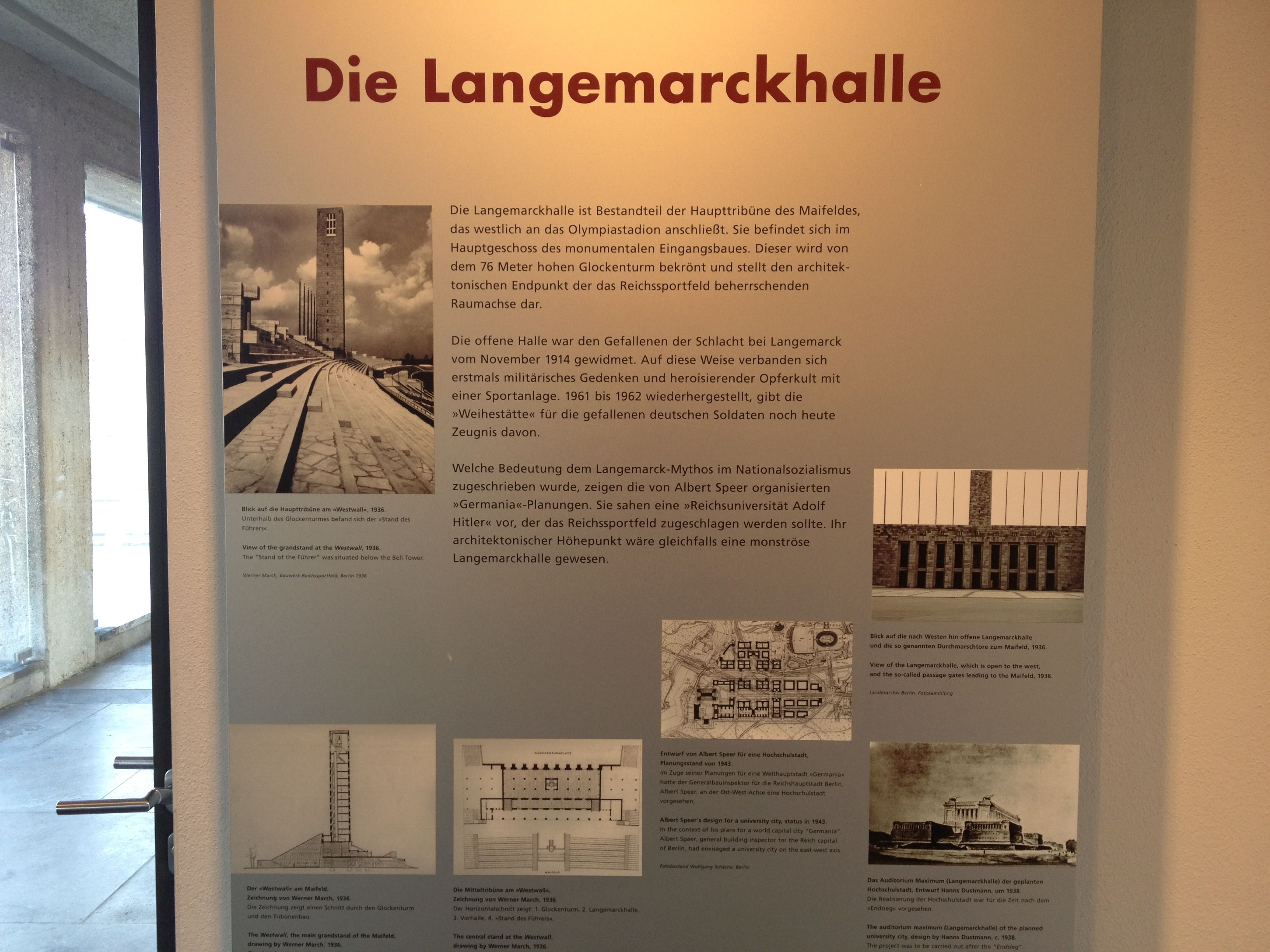
Beschreibung Langemarckhalle, Universität Adolf Hitler (Glockenturm / Gedenkstätte Olympiagelände)

Bei Betrachtung der Bauten des Reichssportfelds in der Ost-West-Achse, bildet der Olympische Platz als ein Auftakt, danach das Olympiastadion (damals auch „Kampfbahn“ genannt) den Austragungsort, gefolgt vom Maifeld als Aufmarsch- und Kundgebungsplatz und abschließend der Glockenturm mit der Langemarckhalle und ihrem Opferkult als Höhepunkt im Sinne der NS-Ideologie. Der Einschnitt des Stadions am Marathontor, der den Blick zum Maifeld und zum Glockenturm öffnet, betont den axialen Charakter.
Das olympische Bauvorhaben wurde das erste von Hitlers Großbau-Projekten. Durch die Ausweitung der vorhandenen Planung stiegen die Ausgaben von den ursprünglich kalkulierten 5,5 Millionen auf 42 Millionen Reichsmark (kaufkraftbereinigt in heutiger Währung: rund 222 Millionen Euro). Mit den Olympischen Spielen in Deutschland wollte er der Welt vorführen, dass das Deutsche Reich unter seiner Führung in erster Linie ein friedliebendes, soziales und wirtschaftlich aufstrebendes Land sei. Neben der Möglichkeit, durch die Ausrichtung der Olympischen Sommerspiele 1936 in Deutschland das Ausland über den wahren Charakter des NS-Staates zu täuschen, war die Gelegenheit, mit diversen Baumaßnahmen der wirtschaftlichen Misere im Reich zu begegnen, die Arbeitslosenzahl zu verringern und auf diese Weise die Popularität seiner Regierung zu steigern, ein weiteres Motiv für Hitlers Bestreben. Seinen Entschluss für das umfangreiche Bauprojekt des Reichssportfeldes begründete er so:

„Wenn man vier Millionen Arbeitslose hat, muss man für Arbeit sorgen.“

### Künstlerische Gestaltung
Vom Bezug der installierten NS-Kunst zum Reichssportfeld und seinen Bauwerken ist 1936 zu lesen:
„Wieviel gesünder und künstlerisch stärker erweist sich das, was draußen im Reichssportfeld an Bildwerken geschaffen wurde: aus zwingender Notwendigkeit geboren, an eine festumgrenzte Aufgabe gebunden, für alle Zeiten eingebaut in den Rahmen einer großen Architektur, hat diese Plastik nicht nur rein praktisch ihren zugehörigen Platz gefunden. Sie ist vielmehr auch ideell einbezogen in den Bezirk jenes neuen Geistes, von dem die Olympischen Spiele 1936 ein Beweis waren.“

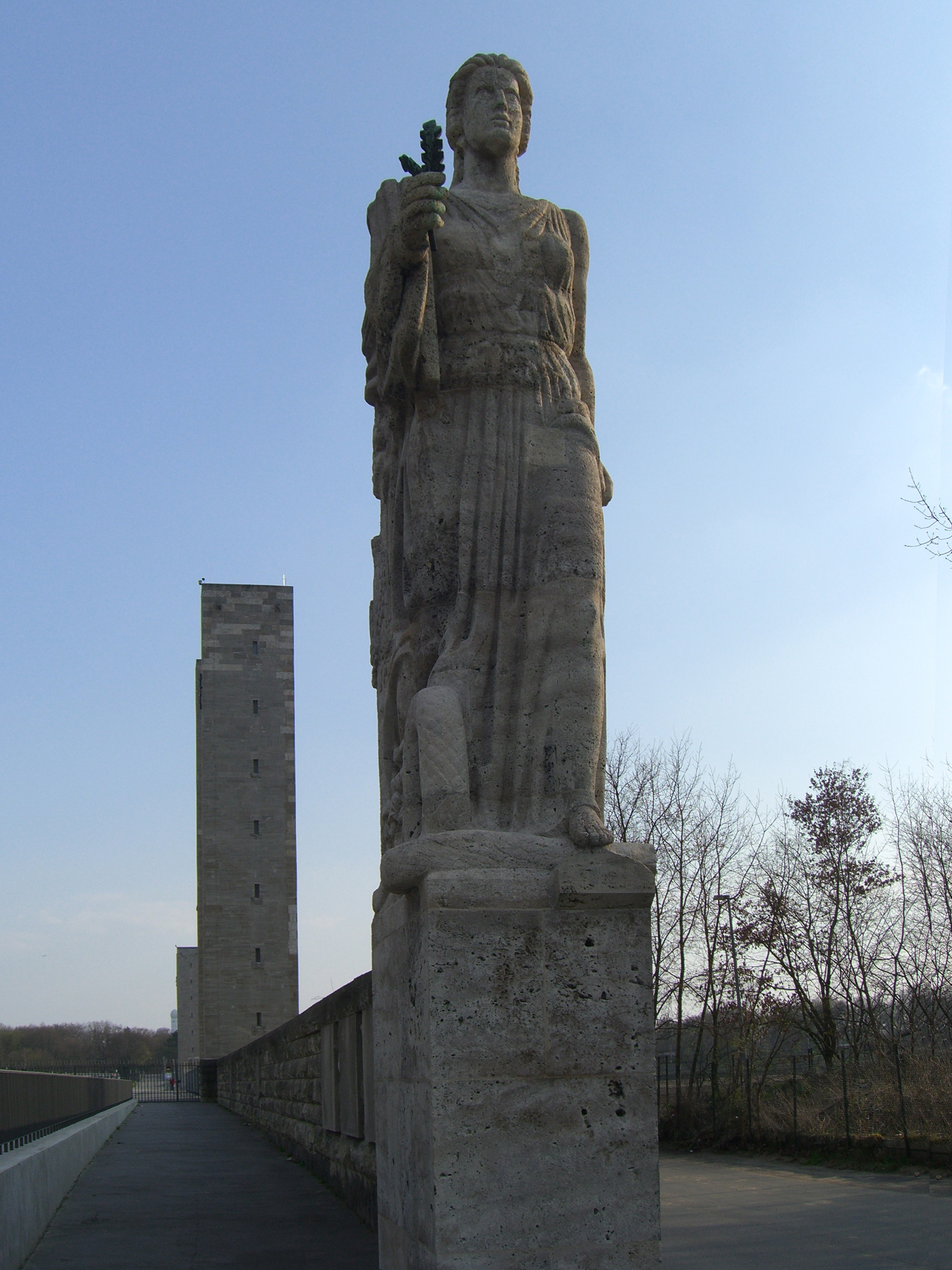
Statue Deutsche Nike von Willy Meller auf dem Gelände

Schon der Vorgänger des Olympiastadions, das Deutsche Stadion, war mit reichhaltigem Skulpturenschmuck ausgestattet. Für die Olympischen Spiele 1936 wurden verschiedene Künstler beauftragt, einzelne Bestandteile des Figurenschmucks zu entwerfen. Die Mehrzahl davon ist bis heute erhalten.
Auf dem das Olympiastadion einschließenden Gelände befinden sich die Skulpturen Stafettenläufer und Diskuswerfer von Karl Albiker.
Am Übergang zum Maifeld stehen die Rosseführer von Joseph Wackerle. Südlich davon befindet sich die Skulptur Kameraden von Sepp Mages.
Am Übergang zwischen Sportforum und Maifeld steht die Siegesgöttin Nike von Willy Meller. Das Gewand ist eine Anleihe aus dem antiken Griechenland, das Eichenlaub in ihrer Hand ist ein althergebrachtes deutsches Siegessymbol. Zudem gilt die Eiche schon lange als „deutscher“ Baum. Ihr hartes Holz und das charakteristische, spät fallende Laub machten sie seit der Zeit der Germanen zu einer Metapher für Unsterblichkeit und Standhaftigkeit (siehe auch Irminsul). Das Werk steht in der Tradition der Victoria- und Germaniastandbilder der National- und Kriegerdenkmäler des 19. Jahrhunderts. Bereits in der vorherigen Anlage von 1913 (Deutsches Stadion) war ein Hinweis – in Form einer Siegessäulen-Nachahmung – darauf, dass „Sport zum Nutzen des Vaterlandes“ stattfinden sollte. Das dargestellte Zertreten der „Schlange des Bösen“, einem der Bibel entnommenen Motiv, ist der Sichtweise der NS-Ideologie zufolge eine Drohung an die Feinde des „Dritten Reichs“. Die Skulptur steht im Bereich des damaligen Übergangs vom öffentlich zugänglichen Stadionteil zu den Übungsanlagen des Reichssportfeldes, mit Blick auf das Maifeld.
Auf dem Gelände des Sportforums befinden sich zahlreiche Skulpturen. Am Eingang zum Haus des Deutschen Sports befinden sich zwei Adlerskulpturen von Waldemar Raemisch, an der Freitreppe vom Jahnplatz der Zehnkämpfer und die Siegerin von Arno Breker, am Forumbecken der Ruhende Athlet von Georg Kolbe und in der Eingangshalle des Hauses des Deutschen Sports Kolbes Zehnkampfmann. Am Zugang zum Jahnplatz stehen Stier und Kuh von Adolf Strübe. Etwas abseits auf dem Anger steht der Boxer von Josef Thorak.
Die Seitenwände der Treppenhallen des Turnhauses und des Schwimmhauses im Deutschen Sportforum am Jahnplatz wurden mit Wandreliefs versehen. Im Turnhaus bildete der Münchener Maler Louis Gruber Athleten und Tierbilder mit „Kraft“-Sinnsprüchen aus der nationalsozialistischen Zeit ab, im Schwimmhaus verzierte der expressionistische Künstler August Babberger die Wände mit Schwimmathleten in stilisierter, hellenistischer Pose und Gewand.
Am Eingang zur heutigen Waldbühne gestaltete der Bildhauer Adolf Wamper beidseitig 3,9 Meter hohen Reliefs aus Muschelkalk mit den Titeln Vaterländische Feier und Künstlerische Feier. Das Relief links des Eingangs zeigt in antikisierter Nacktheit zwei Männer mit Fackel und Schwert. Den Männern gegenüber auf der rechten Seite sind zwei sich entblößende Frauen mit dem Lorbeer als Symbol Ehre und der Leier dargestellt. Die beiden Reliefs verweisen laut March 1936 „auf die doppelte Bestimmung der Anlage für musisches Weihespiel und vaterländische Feier“. Die zwei Männer-Bildnisse sind Vorläufer von Arno Brekers Statuen in der Neuen Reichskanzlei. Die Finanzierung der Skulpturen erfolgte durch das Propagandaministerium, der Goebbels zuzustimmen hatte. Auffallend ist dabei die Ausführung der Werke in wenig verschleiernder Form mit dezidiertem NS-Gehalt, anders als bei den meisten übrigen Beispielen von NS-Kunst auf Gelände der Sommer-Olympiade.

### Nach 1936
Im Jahr 1938 erfolgte der endgültige bauliche Abschluss für das Reichssportfeld mit der Fertigstellung des Heimes für den Reichssportführer. Die Planungen von Albert Speer zum Bau der „Welthauptstadt Germania“, die bereits 1935 begannen, sahen eine Hochschulstadt beiderseits der Heerstraße südöstlich des Reichssportfelds vor, der das Reichssportfeld mit dem Olympiastadion später zugeschlagen worden wäre. Als architektonischer Höhepunkt der Hochschulstadt sollte eine neue, riesenhafte Langemarckhalle errichtet werden, die alle bereits vorhandenen Gebäude in den Schatten gestellt hätte.
Der Gebäudekomplex und die Freiflächen des Sportforums im Norden (heutiger Olympiapark Berlin) wurden nach dem Zweiten Weltkrieg von den britischen Alliierten als Hauptquartier in Anspruch genommen und waren für die Öffentlichkeit unzugänglich. Wichtige Teile des Olympiageländes sind damit kaum im Bewusstsein der Stadt verankert.
Die von den britischen Alliierten genutzten Bereiche des Olympiageländes wurden am 30. September 1994 dem Land Berlin zur Nutzung überlassen, der Olympiapark Berlin wird von der Berliner Senatsverwaltung für Inneres und Sport bewirtschaftet, das Olympiastadion von der Olympiastadion Berlin GmbH.

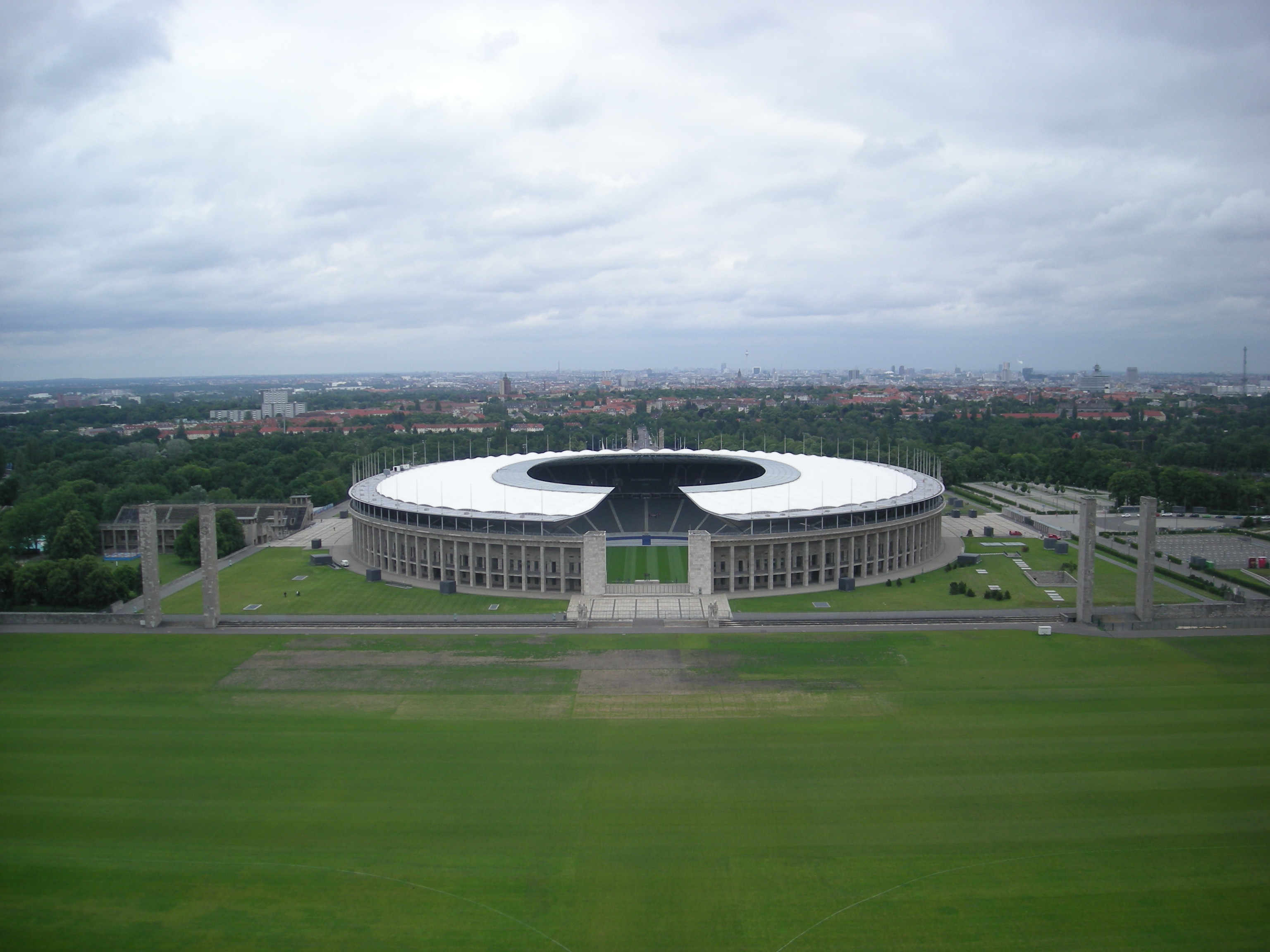
Olympiagelände Berlin mit Olympiastadion und Maifeld, Juni 2012

Ab dem Jahr 2000 wurde das Vereinszentrum von Hertha BSC auf dem Olympiagelände angesiedelt und ausgebaut. Dieses umfasst die Geschäftsstelle, das „Profizentrum“ und die „Fußball-Akademie“. Das Training der Profis findet heute auf dem Schenkendorff-Platz statt. Anstelle des ehemaligen Wurfplatzes des Deutschen Sportforums wurde im Juli 2004 das Amateurstadion eröffnet. Es wird von der zweiten Mannschaft und verschiedenen Nachwuchsteams von Hertha BSC genutzt.
Auf dem Gelände befand sich bis 2005 auch ein im Jahr 1951 errichteter 180,7 Meter hoher abgespannter Sendemast für Mobilfunk und UKW-Rundfunk, den bis zu ihrem Abzug 1994 die Briten für den Soldatensender BFBS nutzten. Der schließlich funktionslose Turm wurde im Juli 2005 abgerissen.
Das Olympiastadion wurde für die Fußball-Weltmeisterschaft 2006 grundlegend saniert und erhielt unter anderem ein weit gespanntes Dach. Seit 2006 informieren 45 zweisprachige Informationstafeln im und um das Gelände die Besucher über die Geschichte der 100-jährigen Sportanlage.
Im Jahr 2012 wurde die westlich des Maifelds gelegene Eissporthalle Charlottenburg fertiggestellt. 2015 war der Olympiapark Austragungsort der ersten in Deutschland durchgeführten Europäischen Makkabi-Spiele, der größten jüdischen Sportveranstaltung Europas.
Am 30. März 2017 kündigte Hertha BSC nach der Veröffentlichung einer Machbarkeitsstudie an, ein eigenes Stadion für ca. 55.000 Zuschauer auf dem Schenckendorffplatz des Olympiageländes oder im Brandenburg Park in Ludwigsfelde errichten zu wollen. Die Planungen waren von dem Architekturbüro Albert Speer und Partner durchgeführt worden. Die Arena sollte zu 100 % privat finanziert werden und mit Ende des Mietvertrags für das Olympiastadion im Jahr 2025 eröffnet werden.
Im Mai 2020 war bekannt geworden, dass der Berliner Senat eine Machbarkeitsstudie für den Bau einer neuen, reinen Fußball-Arena auf dem Festgelände am südöstlichen Rand des früheren Tegeler Flughafengeländes in Auftrag gegeben hatte. Anfang April 2022 schlug die Berliner Senatorin für Sport, Iris Spranger (SPD), vor, dass ein neues Fußballstadion von Hertha BSC am Rande des Maifelds gebaut werden könnte. Es handelt sich hierbei um ein Areal an der Friedrich-Friesen-Allee, nördlich des Maifelds, wo aktuell unter anderem der Reitsportverein am Maifeld tätig ist.

## Weg durch den Olympiapark
Das Gelände der weiteren Sportstätten nördlich des Olympiastadions lässt sich auf dem Weg zwischen dem Bahnhof Pichelsberg der S-Bahn-Linie S3 bis zum U-Bahnhof Olympia-Stadion der U-Bahn-Linie U2 durchqueren. Vom S-Bahnhof Pichelsberg führt der Weg zum Glockenturm. Das Gelände der gegenüberliegenden Waldbühne wird tangiert. Danach geht es zur Großplastik der Nike von Willy Meller am Übergang zum Maifeld. Vorbei zwischen Schwimmstadion und dem Stadion des Fußballvereins Hertha BSC und bogenförmig über die Hanns-Braun-Straße findet der Weg bei der U-Bahn-Station Olympia-Stadion seinen Abschluss.